# Dimitar Dobrev
Dimitar Dimitrov Dobrev, bolgárul: Димитър Димитров Добрев (Ezercse, 1931. április 14. – 2019. április 1.) olimpiai bajnok bolgár birkózó.

## Pályafutása
Az 1956-os melbourne-i olimpián ezüstérmet szerzett. A döntőben a szovjet-grúz Givi Kartozijától kapott ki. Az 1960-os római olimpián aranyérmet nyert.

## Sikerei, díjai
- Olimpiai játékok – kötöttfogás, középsúly, 79 kg
  - aranyérmes: 1960, Róma
  - ezüstérmes: 1956, Melbourne